# بيت كلوز
بيت كلوز (بالإنجليزية: Pete Close)‏ هو منافس ألعاب قوى أمريكي، ولد في 28 أغسطس 1937، وتوفي في 14 مارس 1990.

## وصلات خارجية
- بيت كلوز على موقع أوليمبيديا (الإنجليزية)